# ایبتز پاس هایلندز (کالیفرنیا)
ایبتز پاس هایلندز (به انگلیسی: Ebbetts Pass Highlands) یک منطقهٔ مسکونی در ایالات متحده آمریکا است که در شهرستان کالاوراس، کالیفرنیا واقع شده‌است. ایبتز پاس هایلندز ۱٬۰۶۸ متر بالاتر از سطح دریا واقع شده‌است.